# Salts als Jocs Europeus de 2015 – 3 metres trampolí sincronitzat masculí
La prova de 3 metres trampolí sincronitzat es va disputar el dia 19 de juny al Bakú Aquatics Center.

## Resultats
En aquesta prova no va haver-hi classificatoris i directament es va celebrar la final a les 20:25 hora local (UTM +4).
| Posició | Saltador                             | País       | Puntuació |
| ------- | ------------------------------------ | ---------- | --------- |
| 1       | Ilia Molchanov Nikita Nikolaev       | Rússia     | 324.69    |
| 2       | James Heatly Ross Haslam             | Regne Unit | 286.05    |
| 3       | Frithjof Seidel Nico Herzog          | Alemanya   | 284.22    |
| 4       | Hrvoje Brezovac Juraj Melsa          | Sèrbia     | 263.10    |
| 5       | Fabian Stepinski Jan Wermelinger     | Suïssa     | 262.92    |
| 6       | Dimitar Isaev Bogomil Koynashki      | Bulgària   | 260.91    |
| 7       | Nikita Kryvopyshyn Vitali Levchenko  | Ucraïna    | 255.78    |
| 8       | Francesco Porco Andrea Cocoli        | Itàlia     | 255.39    |
| 9       | Andreas Larsen Martin Christensen    | Dinamarca  | 245.10    |
| 10      | Dimitrios Molvalis Nikolaos Molvalis | Grècia     | 237.75    |
| 11      | Alexander Hart Moritz Pail           | Àustria    | 230.61    |